# Worting
Worting – osada w Anglii, w hrabstwie Hampshire. Leży 3 km od miasta Basingstoke. W 1931 roku civil parish liczyła 365 mieszkańców. Worting jest wspomniana w Domesday Book (1086) jako Wortinges.

## Etymologia
Źródło:

Nazwa miejscowości na przestrzeni wieków:
- XI w. – Wortinges
- XIII w. – Wothing i Wurting
- XV w. – Worthyng
- XVI w. – Wourtinge